# Town House (Inveraray)

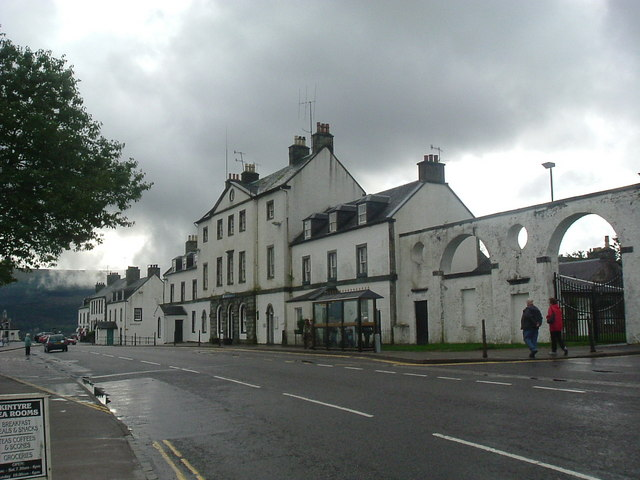
Gebäude am Hafen von Inveraray. Das Town House ist das mittlere der drei Gebäude.

Das Town House ist ein Verwaltungsgebäude nahe dem Ufer von Loch Fyne in der schottischen Stadt Inveraray. Es handelt sich um das mittlere der drei Gebäude entlang der nordwestlichen Front Street. Das Haus und liegt direkt an der A83, die den Süden der Council Area Argyll and Bute bis zur Halbinsel Kintyre an den Central Belt anschließt. 1966 wurde Chamberlain’s House in die schottischen Denkmallisten in der höchsten Kategorie A aufgenommen.
Mit dem Bau wurde im Jahre 1755 begonnen und das Gebäude nach zweijähriger Bauzeit fertiggestellt. Es basiert auf Plänen des schottischen Architekten John Adam, der auch weitere Häuser der damals im Aufbau befindlichen Planstadt Inveraray entwarf. Damit gehört das Town House zu den ältesten Gebäuden im Stadtkern. Ursprünglich waren in diesem Gebäude die Zollbüros  untergebracht. Außerdem diente es bis 1819 als Gerichtsgebäude und Gefängnis. Anschließend beherbergte das Town House die Verwaltung der Argyll Estates. Derzeit ist ebenerdig die Touristeninformation der Stadt zu finden, während die Obergeschosse als Wohnraum genutzt werden.

## Beschreibung
Das dreistöckige Gebäude überragt die beiden Nachbargebäude Chamberlain’s House und Ivy House um ein Geschoss. Es weist typische Merkmale der Georgianischen Architektur auf. Die Vorderfront ist in fünf Achsen von Sprossenfenstern mit abgesetzten Fenstereinfassungen gegliedert. Sie ist von einem Dreiecksgiebel mit Ochsenauge gekrönt. Das Town House schließt mit einem schiefergedeckten Satteldach ab. Alle Fassaden sind in der traditionellen Harling-Technik verputzt.